# Bonner Joch
Das Bonner Joch ist ein Gebirgspass im ostantarktischen Viktorialand. In den Bowers Mountains liegt er zwischen Mount Overlook und Mount Bradshaw.
Wissenschaftler der deutschen Forschungsreise  GANOVEX I (1979–1980) nahmen seine Benennung vor. Namensgeberin ist die Stadt Bonn, damals Hauptstadt der Bundesrepublik Deutschland. 